# Pelargonium brevipetalum
Pelargonium brevipetalum är en näveväxtart som beskrevs av N. E. Brown. Pelargonium brevipetalum ingår i släktet pelargoner, och familjen näveväxter. Inga underarter finns listade i Catalogue of Life.